# Hind Herred

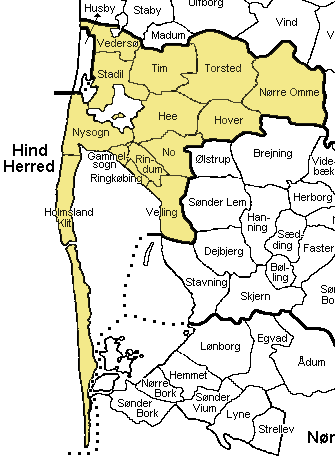
Hind Herred

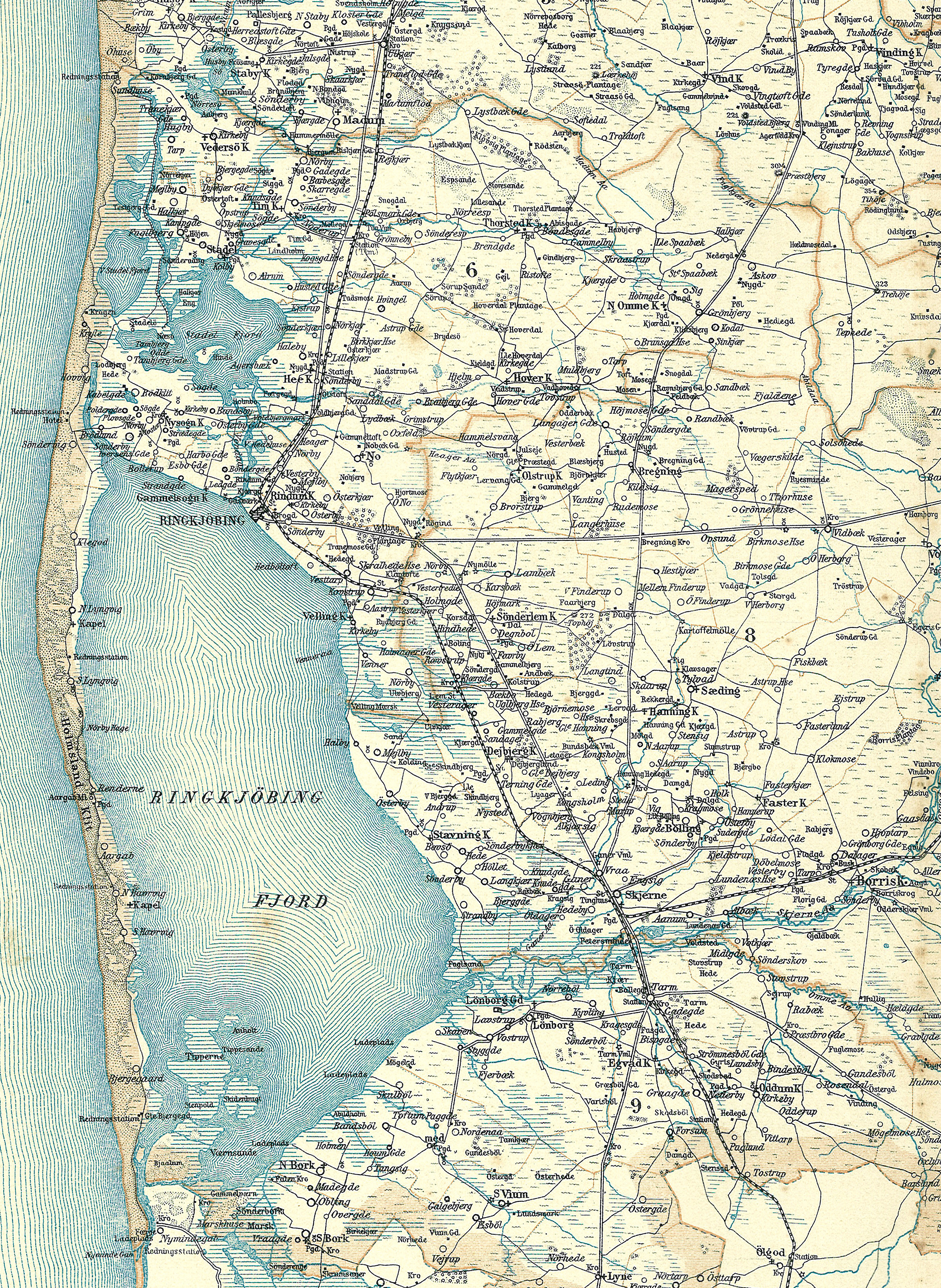
Hind Herred rond 1900

Hind Herred was een herred in het voormalige Ringkøbing Amt in Denemarken. Hind wordt vermeld in Kong Valdemars Jordebog als  Heingæhæreth. In 1970 ging het gebied over naar de nieuwe provincie Ringkøbing.
Naast de stad Ringkøbing omvatte de herred oorspronkelijk 14 parochies.
- Gammel Sogn
- Hee
- Holmsland Klit
- Hover
- No
- Ny
- Nørre Omme
- Rindum
- Ringkøbing
- Ringkøbing Landsogn (niet op de kaart)
- Stadil
- Tim
- Torsted
- Vedersø
- Velling